# Maximilien Ferdinand Thomas Stettenhoffen
Maximilien Ferdinand Thomas Stettenhoffen, né le 19 décembre 1739 à Vienne (Autriche), mort le 17 juin 1809 à Paris, est un général autrichien de la Révolution et de l’Empire.

## États de service
Il s'engage au service de la France le 12 octobre 1763, comme volontaire dans la légion de Conflans, et il devient lieutenant dans le corps de Nassau-Siegen le 16 août 1779. Le 6 janvier 1781 il assiste à la bataille de Jersey, et le 16 mai suivant il est nommé capitaine dans les volontaires du Luxembourg. De 1782 à 1784, il fait les campagnes au Cap et à Ceylan avec son unité, et il reçoit son brevet de major en 1782. Il est fait chevalier de Saint-Louis le 25 mai 1788.
En 1789 il passe au service de la Russie, et le 1er septembre 1792 il est de retour au service de la France avec le grade de maréchal de camp provisoire, grade qui sera confirmé le 12 octobre 1792 à l’armée du Nord. Le 20 septembre 1792, lors de la bataille de Valmy, il commande la 4e brigade de la division de droite française. Il est suspendu le 15 mai 1793, et il démissionne le 19 septembre suivant.
De retour au service, il est promu général de division le 5 décembre 1794, et il est admis à la retraite le 16 novembre 1794. Le 23 octobre 1800, il devient chef de bataillon à la 10e demi-brigade de vétérans.
Il meurt le 16 juin 1809, à Paris.
Lors de son séjour en Russie, il est décoré de l'Ordre impérial et militaire de Saint-Georges par l’impératrice Catherine II, pour la valeur qu’il a déployée contre les Turcs et les Suédois, lors des guerres contre l’empire Ottoman et la Suède.

## Sources
- (en) « Generals Who Served in the French Army during the Period 1789 - 1814: Eberle to Exelmans »
- Thierry Pouliquen, « Les généraux français et étrangers ayant servis [sic] dans la Grande Armée » (consulté le 20 février 2015)
- Étienne Charavay, Correspondance générale de Carnot, tome 2, imprimerie Nationale, 1892, p. 163.
- (pl) « Napoléon.org.pl »
- Étienne Charavay, Correspondance générale de Carnot, tome 3, imprimerie Nationale, 1897, p. 184, 194, 336.
- François Babié de Bercenay et Louis Beaumont, Galerie militaire, ou notices historiques sur les généraux en chef, généraux de division, etc., tome 7, Barba, Paris, 1804, 414 p. (lire en ligne), p. 109.